# 旧三上家住宅
旧三上家住宅（きゅうみかみけじゅうたく）は、京都府宮津市にある史跡。
三上家は江戸時代に酒造業・廻船業・和糸問屋などを営んでおり、宮津城の城下町有数の商家だった。宮津市内で唯一北前船時代の繁栄を現在に伝えている。

## 歴史

### 三上家の歴史
三上宇兵衛の次男である三上勘兵衛は安永5年（1776年）に分家し、宮津城下の現在地に屋敷を構えた。天明3年（1783年）2月には城下町を焼いた宮津大火（晒屋火事）で屋敷が焼失したが、同年12月には主屋棟の再建がほぼ完成した。外観は美しい漆喰の白壁の造りである。火事の反省から住宅全体を土蔵同様の耐火構造としている。
以後にも三上家が発展するとともに増築や改築を行い、文政3年（1820年）には主屋の南側に新座敷棟を増築し、天保8年（1837年）には庭座敷棟を増築した。天保9年（1838年）に宮津藩を視察に訪れた幕府巡見使を迎えた際には、表門と玄関を増築した。慶応4年（1868年）山陰道鎮撫総督西園寺公望が宮津藩受取りのため、三上家住宅を本陣とした。
三上勘兵衛本店は「都小町」「大天橋」などの銘柄で日本酒を作っていた。三上家の酒造業は1975年（昭和50年）まで続いた。近くには享保年間創業とされる袋屋醤油店などもあり、尾藤家11代当主の尾藤庄蔵が取得してからは尾藤家の経営となっている。

### 宮津市取得後
1989年（平成元年）には主屋などが京都府指定有形文化財に指定された。2000年（平成12年）3月17日には庭園が京都府指定名勝に指定された。2003年（平成15年）12月25日には主屋をはじめとする8棟が国の重要文化財に指定された。
2017年（平成29年）4月、文化庁により、地域の歴史的魅力や特色を通じて日本の文化・伝統を語るストーリー「日本遺産」の「丹後ちりめん回廊」を構成する文化財のひとつに認定された。

## 三上家庭園
敷地の南側には宮津藩御用庭師の江戸金の作庭と伝えられる庭園がある。天保8年（1837年）に増築された庭座敷棟からの眺望がよいように設計されている。庭園にある池は細長く伸び、低めの築山には起伏に富んだ石が据えられている。幕府巡見使、西園寺公望、有栖川宮熾仁親王などが当家を訪れて庭園を観賞したとされる。2000年（平成12年）3月17日には庭園が京都府指定名勝に指定された。

## 建物

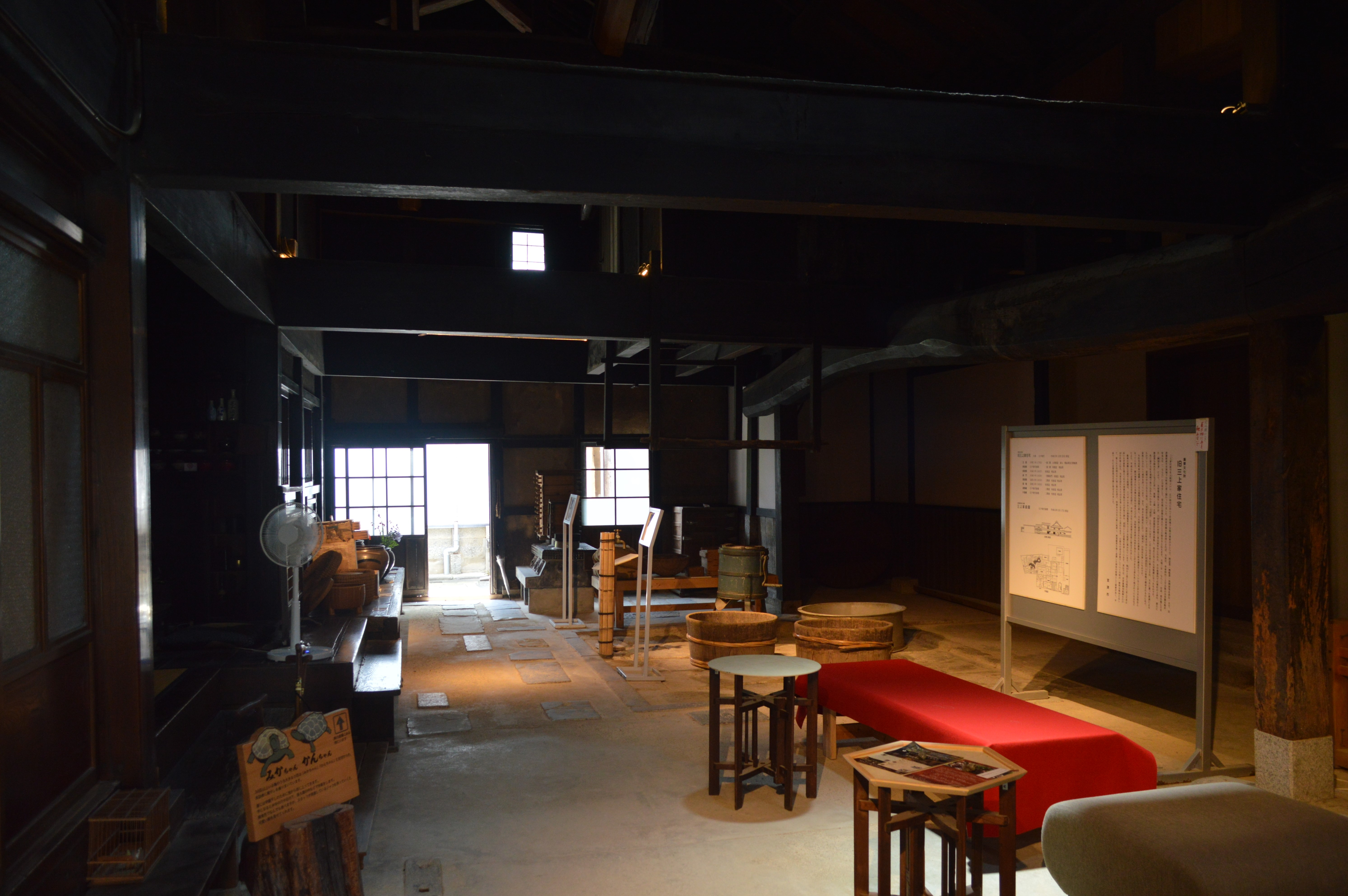
主屋の内部

2003年（平成15年）12月25日には以下の8棟が国の重要文化財に指定された。
- 主屋 : 天明3年（1783年）完成。一部2階建、入母屋造、妻入、桟瓦葺及び鉄板葺。
- 新座敷 : 江戸時代後期完成。一部2階建、切妻造、桟瓦葺。
- 庭座敷 : 天保8年（1837年）完成。切妻造、桟瓦葺。
- 表門 : 天保9年（1838年）完成。切妻造、桟瓦葺。
- 酒造蔵 : 文政13年（1830年）完成。2階建、切妻造、桟瓦葺。
- 釜場 : 文政13年（1830年）完成。切妻造、桟瓦葺。
- 道具蔵 : 江戸時代後期完成。2階建、切妻造、桟瓦葺。
- 什器蔵 : 江戸時代後期完成。2階建、切妻造、桟瓦葺。

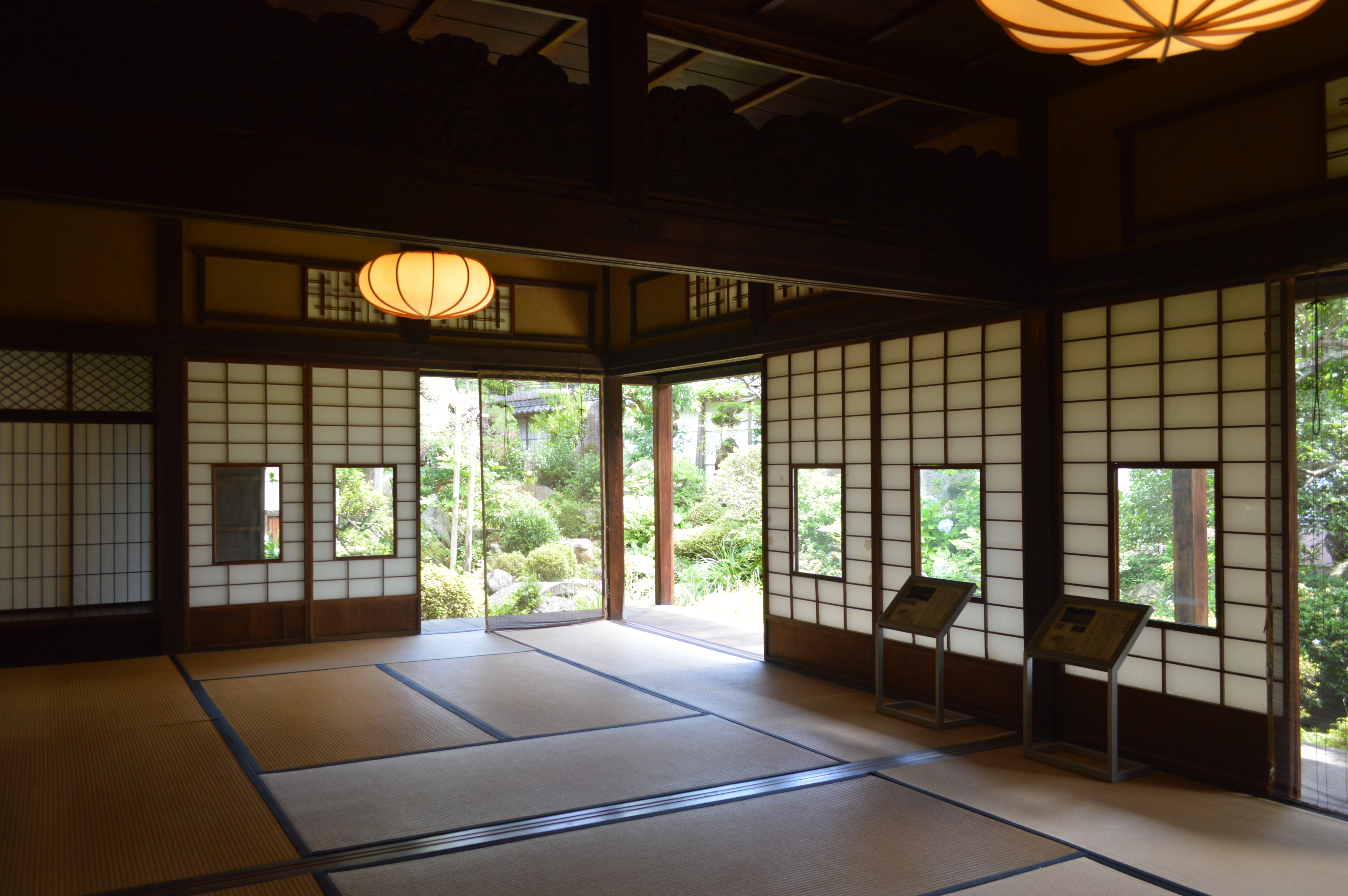
庭座敷
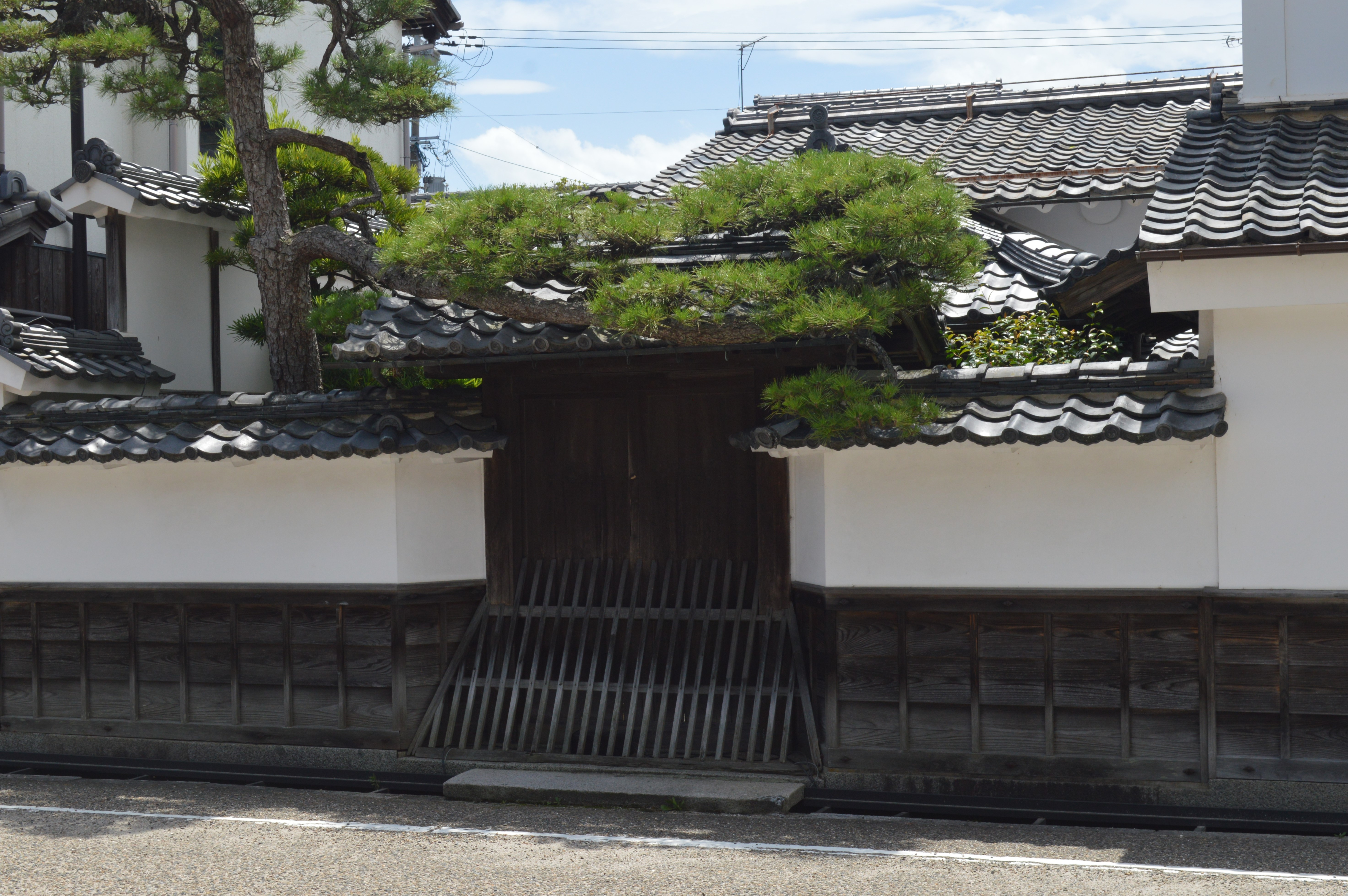
表門
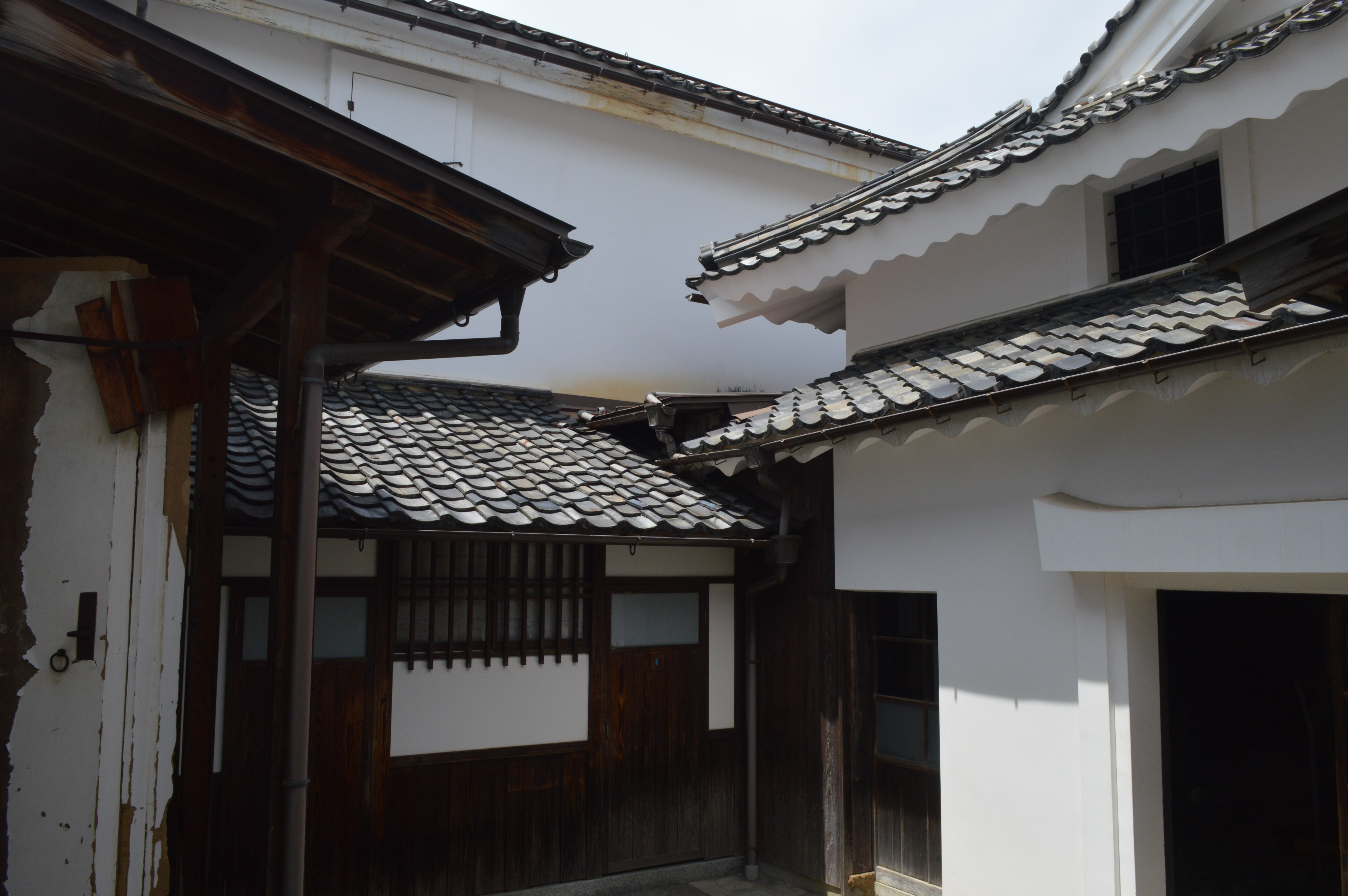
酒造蔵
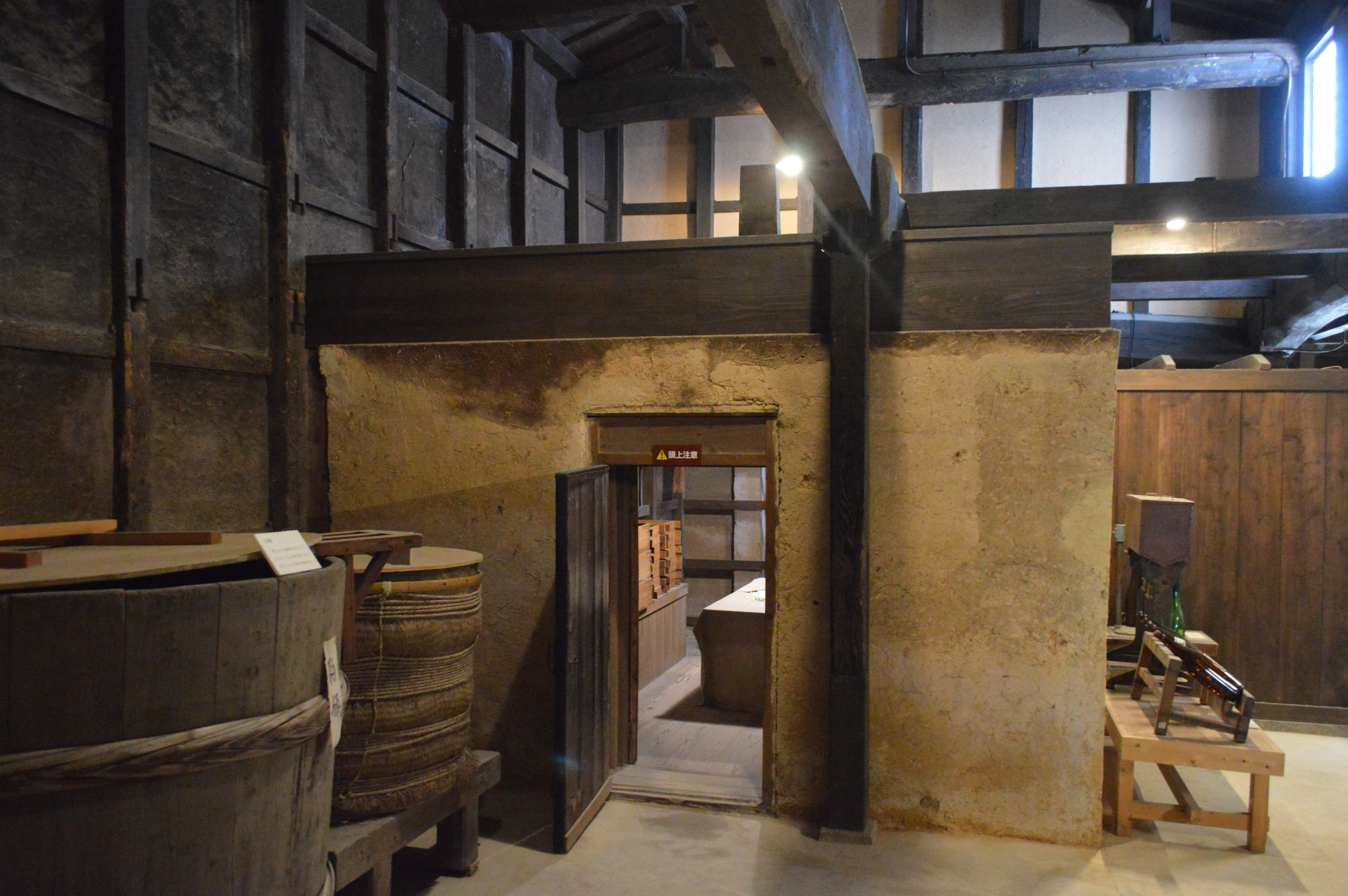
釜場
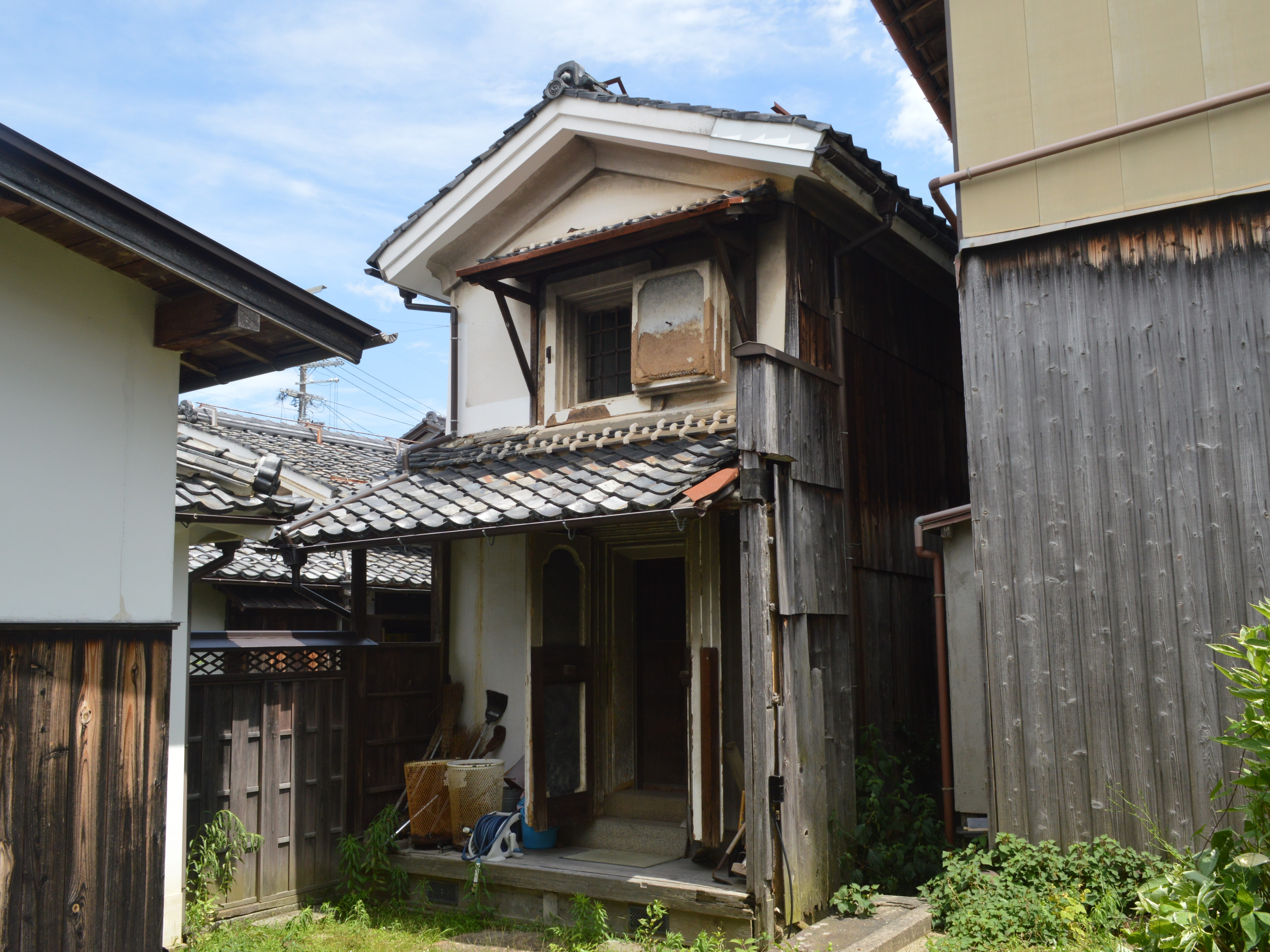
道具蔵
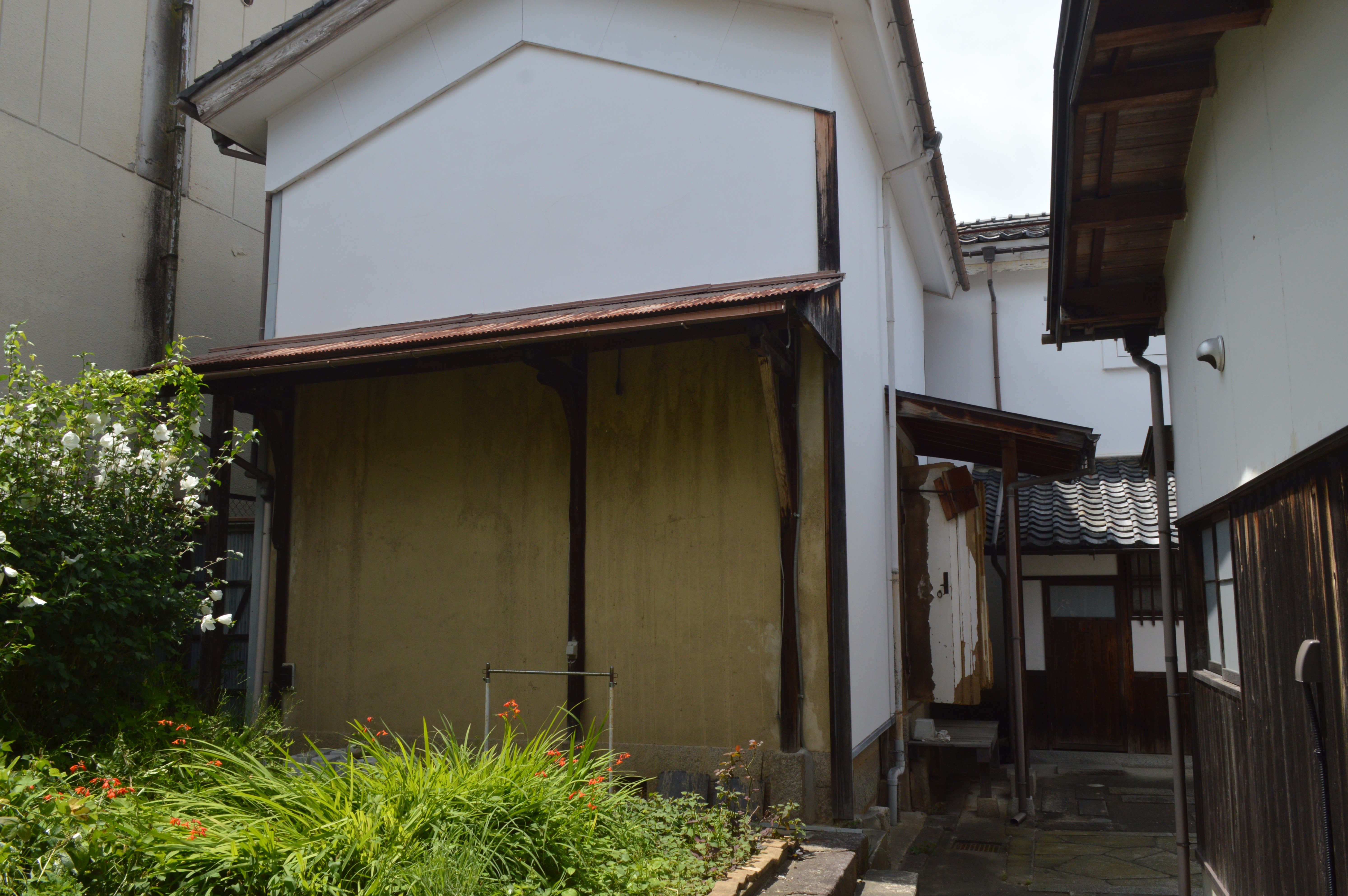
什器蔵

## 利用案内
- 開館時間 : 9時から17時
- 休館日 : 年末年始のみ
- 入場料 : 一般350円、中学生以下250円